# Лебяжье (Измалковский район)
Лебяжье — село в Измалковском районе Липецкой области России. Административный центр Лебяженского сельсовета.

## География
Село расположено шестью кварталами по обеим берегам реки Семенёк и её притока по ул. Заречная.
Уличная сеть
| - пер. Новый - пер. Речной - ул. Заречная - ул. Игнатьевская - ул. Кооперативная | - ул. Луговая - ул. Троицкая - ул. Центральная - ул. Школьная |

## Название
По данным 1776 года, Лебяжка на Лебяжьем овраге с 18 дворами. Овраг, давший имя селу, получил такое название из-за гнездовавшихся некогда в этих местах лебедей.

## История
Известно с XVIII в. как крепостное селение.

## Население
| 2010 |
| ---- |
| 379  |

Население села в 2009 году составляло 417 человек, в 2015 году — 308 человек.

## Инфраструктура
Администрация поселения.

## Транспорт
Проходят просёлочные и автомобильная дороги.